# Johannes Göderz
Johannes Göderz (* 27. November 1988 in Kobern-Gondorf) ist ein deutscher Fußballspieler.

## Karriere
Johannes Göderz begann mit dem Fußballspielen beim SV Untermosel Kobern, bevor er sich dem TuS Mayen und 2006 der Jugendabteilung der TuS Koblenz anschloss. Seit 2007 spielte er für die U23-Mannschaft der TuS und feierte am 4. Mai 2008 gegen den SV Wehen Wiesbaden sein Debüt in der 2. Bundesliga. Zur Saison 2010/11 erhielt er nach dem Abstieg der TuS Koblenz zunächst keinen neuen Vertrag. Er blieb jedoch in Koblenz und unterschrieb letztendlich einen neuen Vertrag für die zweite Mannschaft. Nach dem Rückzug der TuS Koblenz in die Regionalliga West erhielt Göderz das Angebot wieder in der 1. Mannschaft zu spielen und erkämpfte sich einen Stammplatz. Im Laufe der Spielzeit 2012/13 verlängerte Göderz frühzeitig seinen Vertrag in Koblenz. Zur Saison 2015/16 wechselte Göderz dann weiter zum Oberliga-Aufsteiger FC Karbach. In den folgenden acht Jahren absolvierte er hier 173 Pflichtspiele und traf dabei neun Mal. Im Sommer 2023 kehrte er zu seinem Heimatverein SV Untermosel Kobern in die Kreisliga A zurück.